# Amsonia
Amsonia és un gènere de fanerògames de la família de les Apocynaceae. Conté 57 espècies.

## Taxonomia
El gènere va ser descrit per Thomas Walter i publicat a Flora Caroliniana, secundum . . . 98. 1788.
Etimologia
Amsonia: nom genèric que va ser atorgat en honor del metge angloamericà i botànic aficionat John Amson (1698-1763).
Està distribuït des de la Península Balcànica a Europa fins a l'est d'Àsia, a Nord-amèrica es troba als Estats Units i Mèxic.

## Espècies seleccionades
- Amsonia amsonia  (L.) Britton, 1894, nom. inval.
- Amsonia angustifolia (Aiton) Michx. 1803
- Amsonia arenaria Standl. 1913
- Amsonia arizonica A.Nelson 1931
- Amsonia biformis A.Nelson 1945
- Amsonia brevifolia A.Gray 1877
- Amsonia ciliata Walter 1788
- Amsonia fugatei S.P.McLaughlin 1985
- Amsonia rigida Shuttlew. ex Small
- Amsonia texana A.Heller